# Ardagh Group
Ardagh Group er en Luxembourg-baseret virksomhed, der producerer glas og metalvarer, og som siden slutningen af 1990'erne har vokset sig til en af verdens største metal og glasvirksomheder.
I 2012 havde virksomheden 89 faciliteter i 22 lande, og der var omkring 23,500 personer ansat. Den årlige omsætning var omkring €7,7 mia.
Virksomheden ejer bl.a. det danske Holmegaard Glasværk i Næstved.

## Historie
Virksomheden blev grundlagt i 1932 som Irish Glass Bottle Company i Dublin. Via en serie fusioner og opkøb efter Paul Coulson blev en del af firmaet i 1998.
I 1999 købte den Rockware Glass. I 2011 købte den metalpakke-firmaet Impress Group for €1,7 mia. og Fi Par for €125 millioner. I august 2012 købte man Anchor Glass for $880 millioner. I januar 2013 indgik Ardagh Group en aftale om at overtage St-Gobain's Verallia North America for €1,3 mia. I 2016 blev Rexams Glass Division købt.
I marts 2017 blev Ardagh Group børsnoteret på New York Stock Exchange, og indkasserede over $300 millioner.